# 張鴻 (前燕)
張鴻（?—?），五胡十六国時代前燕范陽郡（今河北省涿州市）人。
張鴻在前燕担任黄門郎，受到燕王慕容皝的寵愛。張鴻突然，頬下生鬚三根，長一寸有余。慕容皝于是不快，将他遣出宮中，让他照看鹅、鴨。